# Wolfgang Neuser (Philosoph)
Wolfgang Neuser (* 25. Dezember 1950 in Siegen) ist ein deutscher Philosoph und emeritierter Professor für Philosophie an der TU Kaiserslautern.

## Werdegang
Neuser studierte Physik und Philosophie mit Schwerpunkten in der theoretischen Astrophysik und der Wissenschaftsgeschichte des 18. bis 20. Jahrhunderts an den Universitäten Tübingen, München (LMU), Heidelberg und Kassel. 1979 erlangte er in Heidelberg das Diplom in Physik, 1986 wurde er in Kassel in Philosophie promoviert. 1992 wurde er von der Universität Kassel für Philosophie habilitiert.
Von 1995 bis zu seiner Emeritierung 2017 hatte er den Lehrstuhl für Philosophie mit besonderer Berücksichtigung der Natur- und Technikwissenschaften an der Technischen Universität Kaiserslautern inne. Zwischen 1992 und 2012 nahm er Gastprofessuren an der Pontifícia Universidade Católica do Rio Grande do Sul, Porto Alegre, Brasilien, und  der Universidade Federal do Rio Grande do Sul (UFRGS), Porto Alegre, Brasilien, wahr. 2011 wurde er von der Universidade Federal do Rio Grande do Sul in Porto Alegre, Brasilien, für seinen „Beitrag zur Einführung, Konsolidierung und Ausweitung der wissenschaftlich-akademischen und kulturellen Zusammenarbeit“ ausgezeichnet.
Seine Forschungsschwerpunkte liegen in den Bereichen Naturphilosophie des Deutschen Idealismus unter besonderer Berücksichtigung der zeitgenössischen Wissenschaftsbezüge zu den Naturwissenschaften, Erkenntnistheorie und Metaphysik, Philosophie der Renaissance (Giordano Bruno), Wirtschaftsethik und Wissenskonzepte der Gegenwart.
Neuser war 1983 Mitbegründer des Arbeitskreises zu Hegels Naturphilosophie (mit Dieter Wandschneider, Michael John Petry, Dietrich von Engelhardt) und ist Herausgeber der Bibliography of Logic (mit Wolfgang Lenski und Michael M. Richter).

## Schriften (Auswahl)
- Der Raum zwischen Logik und Erfahrung. Bemerkungen zu Hegels Naturphilosophie. 1986 (Dissertation, Gesamthochschule Kassel, 1986).
- mit Hans-Georg Flickinger: A teoria de auto-organização. As Raízes da interpretação do Conhecimento. Edipucrs, Porto Alegre 1994.
- A infinitude do mundo. Notas acerca do livro de Giordano Bruno „Sobre o Infinitude, o universo e os mundos“. Edipucrs, Porto Alegre 1995.
- Natur und Begriff. Studien zur Theorienkonstitution und Begriffsgeschichte von Newton bis Hegel. Metzler, Stuttgart/Weimar 1995.
- Giordano Bruno: Das Buch über die Monade, die Zahl und die Figur. Frankfurt 1591. Übersetzt, herausgegeben und kommentiert von Wolfgang Neuser, Michael Spang und Erhard Wicke. Einleitung von Wolfgang Neuser. Verlag Traugott Bautz, Nordhausen 2010.
- Wissen begreifen: Zur Selbstorganisation von Erfahrung, Handlung und Begriff. Springer, Heidelberg/New York/Berlin 2013 (eingeschränkte Vorschau in der Google-Buchsuche).